# Stephanopachys brunneus
Stephanopachys brunneus är en skalbaggsart som först beskrevs av Thomas Vernon Wollaston 1862.  Stephanopachys brunneus ingår i släktet Stephanopachys och familjen kapuschongbaggar. IUCN kategoriserar arten globalt som nära hotad. Inga underarter finns listade i Catalogue of Life.